# Центральная усадьба совхоза «Серп и Молот»
 Центральная усадьба совхоза «Серп и Молот»  — населенный пункт Пензенского района Пензенской области. Входит в состав Ермоловского сельсовета.

## География
Находится в центральной части Пензенской области на расстоянии приблизительно 28 км по прямой на запад от областного центра города Пенза.

## История
Основан как социально-производственная инфраструктура одноимённого совхоза в первой половине 1920-х годов. В 1926 году отмечен как посёлок Ермоловского сельсовета Студенецкой волости Пензенского уезда. В 1939 году совхоз «Серп и Молот» входил в систему Живсемтреста Наркомата совхозов РСФСР. В 2004 году — 274 хозяйства.

## Население
| 1926 | 1939 | 1959  | 1979 | 1989 | 1996 | 2002 |
| ---- | ---- | ----- | ---- | ---- | ---- | ---- |
| 48   | ↗800 | ↗1069 | ↘707 | ↘697 | ↗719 | ↗744 |
| 2010 |      |       |      |      |      |      |
| ↘735 |      |       |      |      |      |      |